# Pierścieniak koroniasty

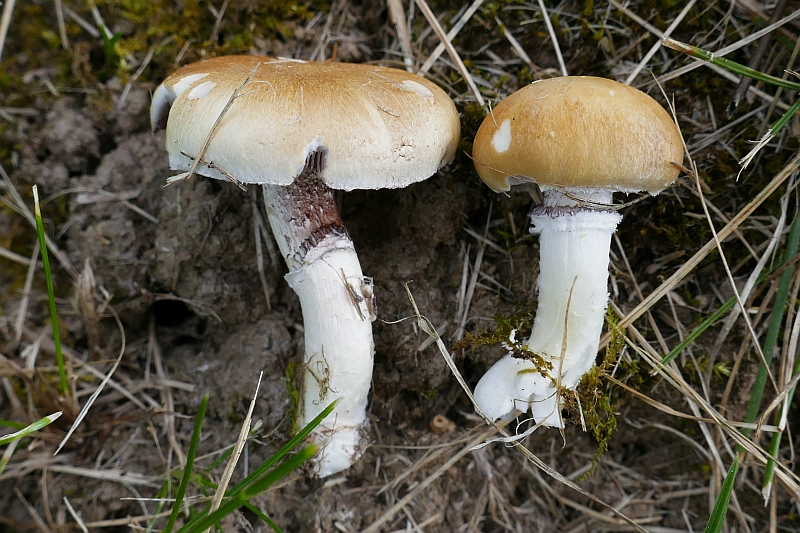

Pierścieniak koroniasty (Stropharia coronilla (Bull.) Quél.) – gatunek grzybów z rodziny pierścieniakowatych (Strophariaceae). 

## Systematyka i nazewnictwo
Pozycja w klasyfikacji według Index Fungorum: Stropharia, Strophariaceae, Agaricales, Agaricomycetidae, Agaricomycetes, Agaricomycotina, Basidiomycota, Fungi.
Po raz pierwszy takson ten zdiagnozował w 1791 r. Jean Baptiste Bulliard nadając mu nazwę Agaricus coronilla. Obecną, uznaną przez Index Fungorum nazwę nadał mu w 1872 r. Lucien Quélet.
Niektóre synonimy naukowe:

- Agaricus coronilla Bull. ex DC., in Lamarck & de Candolle 1805
- Agaricus obturatus Krombh. 1843
- Fungus coronillus (Bull. ex DC.) Kuntze 1898
- Geophila coronilla (Bull.) Quél. 1886
- Psilocybe coronilla (Bull.) Noordel. 1995
- Stropharia obturata (Fr.) Quél. 1872

Nazwę polską podali K. Zaleski, S. Domański. i E. Wojciechowski w 1948 r, jest ona tłumaczeniem nazwy łacińskiej i jest zgodna z obecnym ujęciem taksonomicznym tego gatunku. W polskim piśmiennictwie mykologicznym gatunek ten opisywany był też jako opaska koroniasta, a Władysław Wojewoda w 2003 r. zaproponował nazwę łysiczka murawowa, te nazwy jednak są niespójne z obecną nazwą naukową. 

## Morfologia
Kapelusz
Średnicy 2–4 cm, białawy, bladoochrowy lub żółtawy, w stanie wilgotnym lepki. Kształt kapelusza przeważnie półkolisty.
Blaszki
Początkowo bladoliliowe, później purpurowofioletowe, z jaśniejszym ostrzem.
Trzon
Białawy, ze ściśle przylegającym, wąskim pierścieniem (lub bez).

## Występowanie i siedlisko
Występuje w Ameryce Północnej, Środkowej i Południowej, Europie, Azji, Australii i Nowej Zelandii. W Polsce jest niezbyt częsty, ale prawdopodobnie nie jest zagrożony wyginięciem.
Rośnie na ziemi na polach, pastwiskach, łąkach, na obrzeżach dróg, w parkach, wśród traw, w zaroślach, nad brzegami rzek pod olchą szarą. Pojawia się od maja do października.

## Znaczenie
Saprotrof. Grzyb jadalny.

## Gatunki podobne
Pierścieniaka koroniastego można pomylić z karłowatymi pieczarkami, które mają jednak blaszki wolne.